# Vrdždži
Vrdždži, někdy též Vadždži, byla malá oligarchická republika několika klanů, zejména Liččhaviů, která se ve starověku nacházela na severovýchodě Indického subkontinentu. Její území se rozprostíralo na sever od řeky Gangy a zabíhalo až do oblasti Terai v Nepálu. Na západě sousedilo Vrdždži se zemí Malla a Kóšalskem, přičemž hranici mezi Vrdždži a těmito státy pravděpodobně tvořila řeka Gandak. Východní hranici tvořily lesnaté břehy řek Mahánandy a Kóší. Hlavní město Vrdždži bylo Vaišálí, v té době prosperující město, které podle tradice nejednou navštívil i sám Buddha.
Vrdždži bylo v podstatě konfederací osmi klanů (atthakula), přičemž k nejdůležitějším patřili zejména Liččhaviové (odtud se též někdy hovoří o Vrdždži jako o „zemi“ či „státě Liččhaviů“ apod.), Vidéhané, Džňátrkiové a samotní Vidždžňané. Názvy dalších kmenů nejsou známy. Země Vrdždži tak byla jednou z prvních zemí s demokratickým zřízením.
Některé texty hovoří o alianci mezi státy Malla, Káší a kmenem Liččhaviů. Tato aliance pravděpodobně byla reakcí na rostoucí moc Magadhy, která nakonec Vrdždži zcela pohltila. Příčiny války mezi tehdejším králem Magadhy Adžátašatru a republikou Vrdždži se liší, je však pravděpodobné, že válečný konflikt mezi zeměmi vznikl na základě sporu o právo vybírat průjezdové poplatky na řece Ganze. Adžátašatru vyslal do Vrdždži jednoho ze svých ministrů, který měl za úkol vnášet mezi konfederaci kmenů rozpory, což se mu po tři léta úspěšně dařilo. Jakmile Adžátašatru nechal postavit v Patáliputře velkou pevnost, již nebylo těžké nejednotné kmeny porazit.